# 川西ダリヤ園
川西ダリヤ園（かわにしダリヤえん）は、山形県東置賜郡川西町にある都市公園。ダリア専門の植物園として運営している。

## 概要

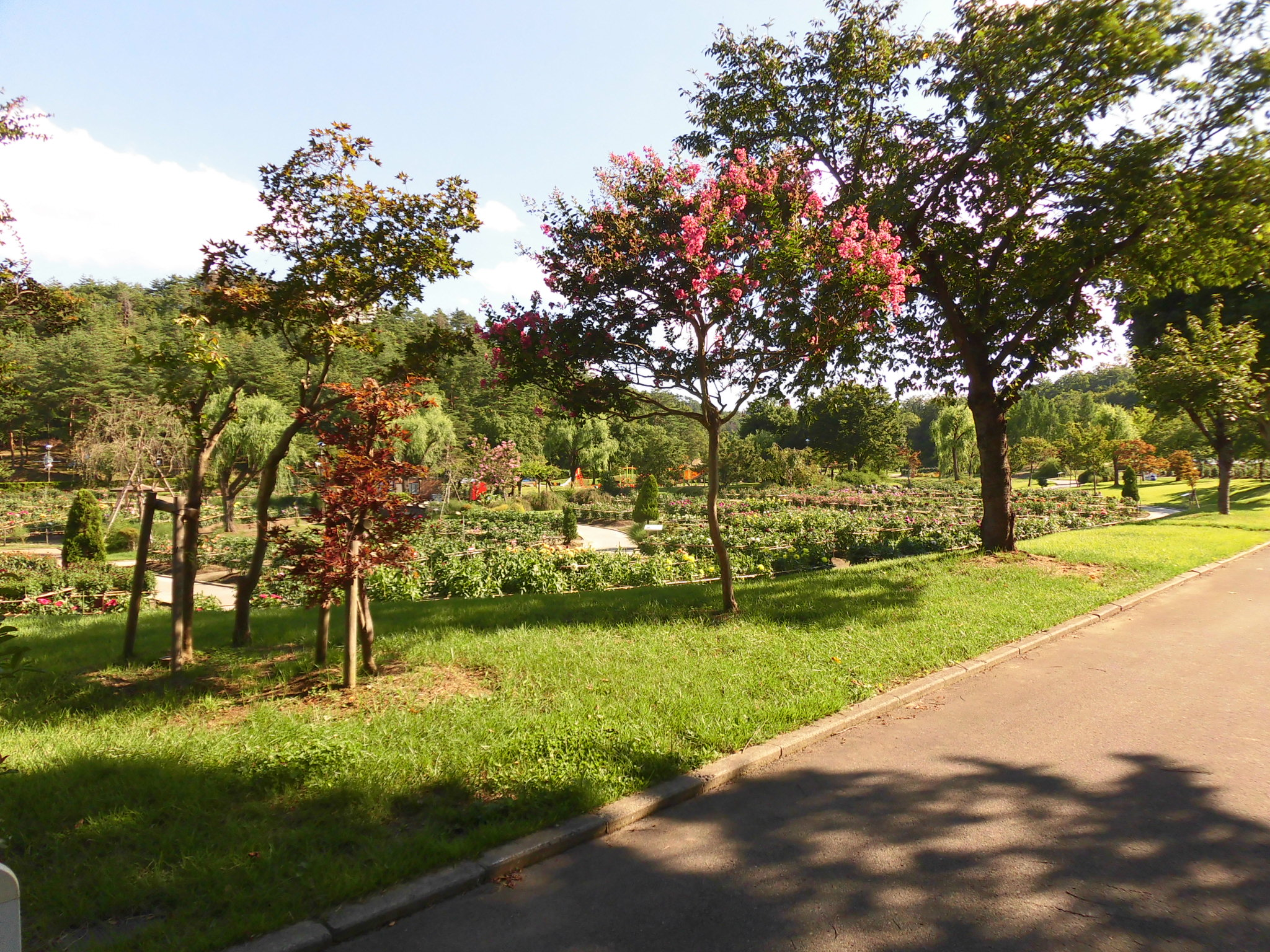
園内の様子

1960年（昭和35年）9月21日開園。川西町誕生当時、町を代表する観光地づくり、町民が親しめる公園づくりが目指され、話し合いが進められた。その結果、町内の「花の会」でダリア栽培が楽しまれていたことからダリヤ公園を設営することになった。1975年（昭和50年）には町の花をダリアに制定。1998年（平成10年）までは置賜公園に隣接する47アールの畑を譲り受け運営していたが、1999年（平成11年）より場所を移し、新ダリヤ園がオープン。（元の場所から少ししか離れていない。）2.1ヘクタールの公園内に650品種、約10万本のダリアが咲き誇っている。開園期間中にはイベントも開催される。
2022年（令和4年）8月、山形県で記録的な大雨を記録し、ダリヤ園の近くを通る水路から水が溢れ園内が水をかぶり、ダリアが大量の土砂をかぶったり球根が流されたりとの被害を受け休園を余儀なくされた。復旧作業を経て、翌月の9月21日に営業を再開した。

## "ダリヤ"と"ダリア"
川西町では、少なくとも川西ダリヤ園開園当時からダリアを「ダリヤ」と呼び、川西町の花としても「ダリヤ」と制定されている他、町の条例、公的文書、施設名、道路標識、観光案内板、パンフレット、ダリアにあやかった商品や組織の名称など、あらゆるものが「ダリヤ」となっており、町民にも「ダリヤ」の呼称が浸透している。しかし、Dahliaの発音・表記は日本では「ダリア」が一般的であり、川西町外の人や観光客には分かりづらく、一般性やPR性の面でネックとなっている。このため、「ダリヤ」から「ダリア」への変更が検討されたが、相当な費用や手間、川西町に留まらない多方面への影響が生じることや、数十年にわたり慣れ親しまれ深く定着した言葉であることなどから変更は見送られ、結果として「川西ダリヤ園」の名称も昭和35年開園当時のままとなっている。

## 開園期間
- 8月1日～11月2日（4日が日曜または振替休日の場合は3日まで）
  - 期間中は無休だが、天候により変更となる場合がある。また期間は数日前後することがある。
  - 開園最終日の翌日11月3日(4日が日曜または振替休日の場合は4日)は切り花収穫デーとしている。

## 利用時間
- 午前9時～午後6時（10月からは日没時点で閉園）
- 見学所要時間：約1時間

## 交通
- 鉄道
  - 最寄駅：JR米坂線 羽前小松駅
- タクシー
  - 山形新幹線 赤湯駅より約15分
- 駐車場：乗用車100台、大型バス20台収容

## 料金
- 個人
  - 大人540円 子供（小学生）210円

- 団体（20人以上）
  - 大人430円 子供（小学生）170円